# Trichopoda incognita
Trichopoda incognita là một loài ruồi trong họ Tachinidae.